# 仁布站
仁布站，位于中华人民共和国西藏自治区日喀则市仁布县切洼乡扎西林村，是拉日铁路上的火车站，建于2014年，由中国铁路青藏集团管辖。目前车站无客运业务办理。

## 歷史
- 建于2014年。

## 車站周邊
- 雅鲁藏布江